# Chaunax apus
Chaunax apus là một loài cá biển thuộc chi Chaunax trong họ Chaunacidae. Loài này được mô tả lần đầu tiên vào năm 1909.

## Phân bố và môi trường sống
C. apus có phạm vi phân bố ở vùng biển Đông Ấn Độ Dương. Mẫu vật duy nhất được biết đến của loài này được tìm thấy tại vịnh Bengal. Không rõ độ sâu mà mẫu vật được thu thập.